# Zárybnice
Zárybnice je osada, část města Neveklov v okrese Benešov. Nachází se asi 1 km na jih od Neveklova. V roce 2009 zde byly evidovány čtyři adresy. Zárybnice leží v katastrálním území Zádolí u Neveklova o výměře 4,64 km². Zárybnice přiléhá ke vsi Hůrka Kapinos.

## Historie
První písemná zmínka o vesnici pochází z roku 1285.
Za druhé světové války se ves stala součástí vojenského cvičiště Zbraní SS Benešov a její obyvatelé se museli 31. prosince 1943 vystěhovat.